# Charles Pathé

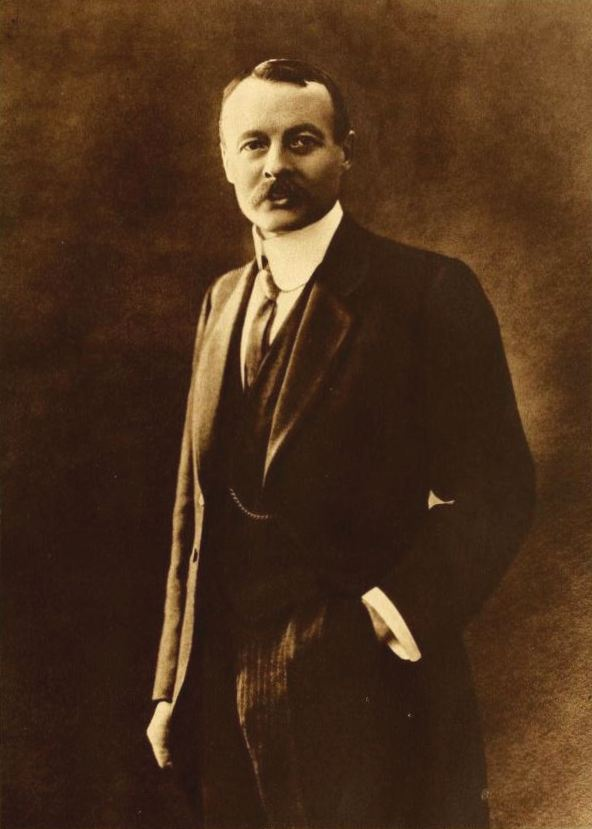
Charles Pathé (1919)

 Charles Morand Pathé  (* 26. Dezember 1863 in Chevry-Cossigny; † 25. Dezember 1957 in Monte Carlo) war ein französischer Unternehmer und ein Pionier der Filmindustrie. Darüber hinaus hat er sich auch um die Verbreitung des Phonographen in seinem Land verdient gemacht.

## Leben

### Familie
Der dritte Sohn eines Metzgereibesitzers wurde in einem Marktflecken im Département Seine-et-Marne geboren. Seine Eltern waren Jacques und Émilie Pathé. Charles hatte drei Brüder und zwei Schwestern. Im Jahr 1865 zog die Familie nach Vincennes um. Der Junge ging bei seinem Vater in die Lehre. Nach einem längeren Militärdienst versuchte Charles Pathé mit 26 Jahren sein Glück in Argentinien, kehrte jedoch zwei Jahre später nach Paris zurück. Im Oktober 1893 heiratete er. Seinen Broterwerb verdiente er zu jener Zeit bei einem Anwalt.

### Anfänge der Karriere
Auf einem Jahrmarkt in Vincennes sah er einen Phonographen von Thomas Alva Edison, der bei den Besuchern eine Sensation war. Er borgte sich etwas Geld, erwarb eines dieser Wunderexemplare und zog mit seiner Frau auf den Jahrmarkt Foire de la Monthéty, la fête foraine in Lésigny östlich von Paris. Bei 20 Centimes Eintritt hatte er am Tagesende des 9. September 1894 200 Francs Einnahmen in der Tasche. Doch Pathé erkannte, dass es vorteilhafter sein könnte, die Geräte weiterzuverkaufen statt selbst vorzuführen. Er fuhr nach London und erstand drei weitere Phonographen, die er erfolgreich weiterverkaufte. Seine kluge Investition brachte ihm Geld ein und motivierte ihn.
Im Jahr 1894 gründete er zusammen mit seinem Bruder Émile die Firma Pathé Records. Zunächst wollte Charles Pathé unternehmerisch den von Thomas Edison erfundenen Phonographen in Frankreich an die Käufer vertreiben, doch kümmerte sich darum bald nur noch sein Bruder. Inzwischen war nämlich eine weitere Neuheit aufgetaucht, Edisons Kinetoskop. Charles fuhr erneut nach London, kaufte nachgebaute Geräte und brachte sie wiederum auf Rummelplätzen an den Mann. Er verwandte sein ganzes Interesse jetzt auf die ihm vielversprechend erscheinende Kinematografie und weitete den Handel über Phonographen hinaus auf Projektoren und Filme aus. Nach einer USA-Reise hatte er sich den Vertrieb des Kinetoskopen und einiger Filme Edisons exklusiv für Frankreich vertraglich gesichert.

### Schallplatten- und Filmproduktion
Am 28. September 1896 schufen die Brüder in einem Büro in Paris die Société Pathé Frères, um in das Filmgeschäft als Produzenten und Vertreiber einzusteigen. Der Erfolg ließ ihn nach neuen Geldgebern Ausschau halten. Am 28. Dezember 1897 erweiterten die Brüder dank finanzieller Unterstützung durch den kapitalkräftigen Claude Grivolas ihre bisherige Gesellschaft „Etablissements Pathé Frères“ zum Unternehmen „Compagnie Générale de Cinématographes, Phonographes et Pellicules“. Die beiden Direktoren, Émile für den Bereich Plattenspieler, Charles für die Kinematografen, brachten das Unternehmen zum Florieren und machten weltweit Umsatz. Die kleine, 1896 geschaffene Produktionsstätte in Vincennes war ausgelastet, schon 1898 wurde eine weitere Fabrik zur Zylinderfertigung für Phonographen in Chatou bei Paris errichtet. In den ersten Jahren bestimmten Phonografen den Erfolg des Unternehmens. Im August 1900 verschmolz die Firma durch Aufnahme von Konkurrenten zur „Compagnie Générale de Phonographes, Cinématographes et Appareils de Précision“. Von nun an konnte Charles Pathé alle Möglichkeiten seines Metiers unternehmerisch nutzen.
Diese Produktionsgesellschaft hatte ausreichendes Kapital und Erträge, um in alle Stufen des Filmgeschäfts vorzudringen: in die Produktion der Filme, der Kameras und Projektoren, die technisch-laboratorische Herstellung, den Vertrieb der Kopien und ihre Lagerung, den Aufbau von Filmtheatern. Ihr gelang es, das Monopol von George Eastman bei der Rohfilmherstellung von Negativ- und Positivkopien aufzubrechen.
In den 1890er Jahren ging Pathé daran, die Schwarzweißfilme zu kolorieren, ein Heer von Mitarbeitern war damit befasst. Auf die in der Summe viele Kilometer langen Filmstreifen wurde von Hand und mit Schablonen Farbe aufgetragen. Die Streifen fanden beim Publikum lebhaften Anklang. Die Brüder Lumière verkauften Charles Pathé 1897 alle Rechte und Patente zu ihrer Filmtechnik.
Von 1902 bis 1904 wurden von Charles Pathé, der treibenden Kraft im Unternehmen, neue Studios und Filmfabriken errichtet sowie Firmenniederlassungen in ganz Europa und in den Vereinigten Staaten aufgemacht. Die Filmproduktion stieg von 70 Stück im Jahre 1901 über 500 Stück im Jahr 1903 bis zu knapp 800 Streifen im Jahre 1912. Die Gesellschaft erhielt im Jahr 1905 das Logo des gallischen Hahns, ein heute noch bekanntes Markenzeichen.
Charles Pathé initiierte ferner die erste französische Zeitschrift, die über Filmaktualitäten berichtete, er hatte zudem begriffen, dass das Vermieten der Filme auf die Dauer von höchstens vier Monaten eine lohnendere Erwerbstätigkeit versprach als der Verkauf der fertigen Streifen, ab 1907 praktizierte er damit diese in den USA und Großbritannien bereits übliche Geschäftsmethode.
Ab 1901 ging Charles Pathé eine Verbindung mit dem davor als Wanderschauspieler tätigen Ferdinand Zecca ein, einem kreativen Kopf, der als beauftragter Regisseur den Pathé-Filmen mit einer eigenen Linie einen Wiedererkennungswert verschaffte und in seiner Themenauswahl den breiten Publikumsgeschmack traf. Ab 1905 verfügte die Firma über erfahrene Spezialisten wie Drehbuchautoren, Filmausstatter, Kameraleute oder Regisseure und leistete sich mehrere Filmstudios. Statt der Präsentation auf Jahrmärkten setzte sich allmählich die Filmvorführung in Gebäuden durch und das Omnia-Pathé war die erste, am 15. Dezember 1906 eröffnete, Kinohalle in Paris.
Ab 1909 wurde die regelmäßige Filmwochenschau „Pathé-Journal“ produziert und wenige Monate später eine US- und eine englische Ausgabe geschaffen.
Im Jahr 1911 zog Charles Pathé in ein eigens errichtetes Wohnhaus in Vincennes ein, vermutlich auch, um besser die Geschicke der dort im Jahr 1906 errichteten großen Fabrik zur Filmherstellung steuern zu können.
1912 wurde mit der Pathé KOK ein Filmstreifen im 28-mm-Format aufgrund einer 1909 geäußerten Idee Charles Pathés realisiert. Pathé erfand daneben das 9,5-mm-Format für die ersten Amateurfilme.
Beide Pathé-Firmen, Pathé-Records wie die ehemalige Pathé Frères, entwickelten sich zu einer dominierenden internationalen Größe in ihrer jeweiligen Geschäftssparte. Die Filmgesellschaft kann für sich den Ruhm beanspruchen, als weltweit erste die Filmproduktion industriell betrieben zu haben. Um 1910 war sie mit insgesamt 6.500 Angestellten, tätig in verschiedenen Ländern, der weltweit größte Betrieb der Filmbranche. In den USA übertraf Pathé vor dem Ersten Weltkrieg zeitweise mit seinen importierten Filmen die – noch im Aufbau befindliche – heimische Filmproduktion.

### Nach dem Ersten Weltkrieg
Der Erste Weltkrieg beeinträchtigte die Geschäftsentwicklung Pathés. 1926 war Charles Pathé zu einer Umstrukturierung seiner Unternehmen gezwungen, die auch den Verkauf der Rohfilmfabrik an Kodak bedeutete.
Im Jahr 1929 veräußerte Charles Pathé seine Geschäftsanteile und zog sich nach Monaco zurück, wo er seinen Lebensabend verbrachte. Das Unternehmen geriet in den Jahren danach in Schwierigkeiten und war 1939 bankrott. Die Nachfolgegesellschaft Nouvelle Pathé-Cinéma S.A. entstand im Jahr 1944 und knüpfte an die große Filmproduktionstradition an.
Charles Pathé wurde in Vincennes auf dem Ancien Cimetière (Alter Friedhof) beigesetzt.

## Film
- Charles Pathé & Léon Gaumont. Die Kino-Väter. (OT: Charles Pathé et Léon Gaumont. Premiers géants du cinéma.) Dokumentarfilm, Frankreich, 2015, 86:03 Min., Buch: Emmanuelle Nobécourt, Gaëlle Royer, Stéphane Audeguy, Regie: Emmanuelle Nobécourt und Gaëlle Royer, Produktion: Program33, Gaumont Pathé Archives, arte France, Planète+, Erstsendung: 16. August 2016 bei arte, Inhaltsangabe von arte, (Memento vom 17. August 2016 im Internet Archive), Besprechung: [2].